# Gręplarz
Gręplarz – rzemieślnik, zajmujący się rozczesywaniem i czyszczeniem wełny, z której później produkowane jest sukno. Nazwa zawodu pochodzi od czynności gręplowania.